# Coen Boerman
Coen Boerman (Almelo, 11 de novembre de 1976) va ser un ciclista neerlandès, professional de 2000 a 2002.

## Palmarès
- 1996
  - 1r a la Volta a Colònia amateur
- 1997
  - Vencedor d'una etapa a l'Olympia's Tour
- 1998
  - 1r a la Kattekoers
  - 1r a l'Internatie Reningelst
- 1999
  - Vencedor d'una etapa al Circuit des Mines
  - Vencedor d'una etapa a la Volta a Lleida
- 1999
  - Vencedor d'una etapa als Dos dies dels Esperons d'or

### Resultats al Giro d'Itàlia
- 2000. Abandona